# 曼丁巴區
14°21′36″S 35°39′18″E / 14.360°S 35.655°E

曼丁巴區（葡萄牙語：Mandimba），是莫桑比克的行政區，位於該國西北部，由尼亞薩省負責管轄，首府設於曼丁巴，面積4,385平方公里，2007年人口133,648，人口密度每平方公里30人。